# Steinbach (Manitoba)
Pour les articles homonymes, voir Steinbach.
Steinbach est une ville du Sud-Est du Manitoba, la troisième de la province par la population.

## Situation
Steinbach est à 60 km de Winnipeg. Comme centre économique régional du sud-est du Manitoba, Steinbach rejoint une population d'environ 50 000 personnes. Elle est la ville qui a connu le plus haut taux de croissance au Manitoba, avec une augmentation de population de 17 % entre 2011 et 2016.
La forêt provinciale de Sandilands est tout près. 

## Climat
| Mois                              | jan.  | fév.  | mars  | avril | mai  | juin | jui. | août | sep. | oct. | nov. | déc.  | année |
| --------------------------------- | ----- | ----- | ----- | ----- | ---- | ---- | ---- | ---- | ---- | ---- | ---- | ----- | ----- |
| Température minimale moyenne (°C) | −22,7 | −18,5 | −10,8 | −2,4  | 4,7  | 10,1 | 12,6 | 11,4 | 5,9  | −0,1 | −9,3 | −19   | −3,2  |
| Température moyenne (°C)          | −17,4 | −13   | −5,5  | 4,1   | 11,9 | 16,6 | 19,1 | 18,1 | 12,1 | 5,4  | −5   | −14,1 | 2,7   |
| Température maximale moyenne (°C) | −12   | −7,4  | −0,2  | 10,5  | 19,1 | 23,1 | 25,5 | 24,7 | 18,3 | 10,8 | −0,8 | −9,1  | 8,6   |
| Précipitations (mm)               | 21,8  | 14,4  | 19,4  | 28,7  | 58,9 | 95,2 | 80,3 | 68,5 | 59,7 | 44,6 | 26,9 | 21,1  | 539,4 |
| dont neige (cm)                   | 21,8  | 12,7  | 12,4  | 7,9   | 0,4  | 0    | 0    | 0    | 0,1  | 5,4  | 18,6 | 20    | 99,2  |

## Démographie
| 2001  | 2006   | 2011   | 2016   |
| ----- | ------ | ------ | ------ |
| 9 227 | 11 066 | 13 524 | 15 829 |

## Histoire
Steinbach (en Allemand : « ruisseau pierreux ») fut fondée en 1874 par des colons Mennonites de Russie de langue Plautdietsch. Le musée Mennonite Heritage Village, situé dans la ville, donne un aperçu de la vie de ces colons à travers un village reconstruit et des présentoirs interprétatifs. Son moulin hollandais, qui a été reconstruit après que la réplique de 1972 fut détruite par un incendie criminel en 2001, est un symbole de la ville. 
Steinbach est connue comme la ville de l'automobile. En 1914, le premier concessionnaire automobile Ford de l'ouest du Canada fut établi ici.
En 2003, les résidents de Steinbach ont voté par référendum la fin de la prohibition de l'alcool. 
Steinbach fit parler d'elle en 2004 quand Miriam Toews publia son roman A Complicated Kindness, qui fait la satire de la ville sous un autre nom.

## Personnalités
- Scott Bairstow, acteur
- Ted Falk, homme politique
- Miriam Toews, écrivaine
- Vic Toews, homme politique
- Andrew Unger, écrivain
- Ian White, jouer de hockey